# Zilog Z80000
Lo Zilog Z80000 è un microprocessore a 32 bit prodotto nel 1986 come evoluzione dello Zilog Z8000 a 16 bit.
È dotato di capacità multiprocessing, di una pipeline dati a 6 livelli e di una memoria cache di 256 byte. Può indirizzare fino a 4 GB di RAM. 
Può eseguire codice macchina scritto per lo Z8000 ma non è compatibile con l'architettura x86 ne con lo standard Z80.
Sono presenti 16 registri ad uso generale di dimensione variabile utilizzati attraverso un "register file" a 64 byte.
Il processore include una unità di gestione della memoria che gestisce anche la protezione della memoria, un sistema importante per il multitasking. Implementa inoltre la memoria virtuale. 
Il processore può usare tre metodi per accedere alla memoria:
- compact mode: usato nei programmi di piccola dimensione, in cui si può accedere a 64 KB di memoria (equivalente al modo non segmentato dello Z8000)
- segmented mode: permette di avere 32.768 segmenti di 64 KB oppure 128 segmenti di 16 MB, che portano ad un totale di 2 GB di memoria accessibile
- linear mode: accesso diretto a 4 GB di memoria

Il processore è progettato per operare assieme ad altri circuiti integrati sviluppati per lo Z8000, come il coprocessore Z8070.